# Call of Duty: WWII
Call of Duty: WWII је пуцачина из првог лица коју је развио Sledgehammer Games, а објавио Activision. Глобално је објављена 3. новембра 2017 за Windows, PlayStation 4 и Xbox One. Ово је укупно четрнаести главни наслов у серијалу Call of Duty и представља први CoD чија је радња смештена у време Другог светског рата још од Call of Duty: World at War из 2008. године.